# Урунов, Остон Рустам огли
Осто́н Руста́м огли Уру́нов (узб. Oston Rustam oʻgʻli Urunov; род. 19 декабря 2000, Навои) — узбекский футболист, полузащитник клуба «Персеполис» и сборной Узбекистана.

## Клубная карьера

### Узбекистан
Начал футбольную карьеру в молодёжных командах «Навои» и «Пахтакора». В 2017 году стал игроком клуба «Навбахор» из Намангана. Дебютировал 16 сентября 2017 года в матче 21-го тура чемпионата Узбекистана сезона 2017 против бекабадского «Металлурга» (2:1), выйдя на замену на 84-й минуте вместо Ойбека Киличева. Первый мяч за «Навбахор» забил 19 ноября 2017 года в матче 29-го тура чемпионата Узбекистана против АГМК (2:1). В конце сезона 2018 признан лучшим молодым игроком Суперлиги Узбекистана. Выступал за команду до 2019 года, сыграв в чемпионате 51 матч и забив 3 мяча.
В июле 2019 года перешёл в ташкентский «Локомотив». 26 июля 2019 года дебютировал за новый клуб в матче 14-го тура чемпионата Узбекистана сезона 2019 против «Согдиана» (0:1), выйдя на 74-й минуте вместо Йована Джокича. Первый мяч за ташкентский «Локомотив» забил 24 ноября 2019 года в матче 24-го тура чемпионата Узбекистана против «Андижана» (4:0). Всего за ташкентский «Локомотив» провёл 13 матчей и забил 1 мяч.

### «Уфа»
10 февраля 2020 года подписал контракт с «Уфой» до 30 июня 2024 года. По данным сайта «Transfermarkt», сумма трансфера составила 200,000 евро. Дебютировал за «Уфу» 1 марта 2020 в гостевом матче 20-го тура чемпионата России 2019/20 против «Краснодара» (0:2), выйдя в стартовом составе и проведя весь матч на поле. В июне и июле 2020 года стал лучшим игроком «Уфы» по результатам голосования болельщиков. 12 июля 2020 года был признан лучшим игроком гостевого матча 28-го тура чемпионата России против московского «Локомотива» (1:1). Всего в чемпионате России 2019/20 провёл за «Уфу» 10 матчей, в которых получил две жёлтые карточки. По итогам сезона Урунов попал в число претендентов на награду лучшему молодому игроку РПЛ, но приз в итоге получил Хвича Кварацхелия из «Рубина».

### «Спартак» Москва
5 августа 2020 года перешёл в московский «Спартак», подписав долгосрочный контракт. По данным сайта «Transfermarkt», сумма трансфера составила 1 млн евро. Дебютировал за «Спартак» 29 августа 2020 года в домашнем матче 6-го тура чемпионата России против тульского «Арсенала» (2:1), выйдя на замену на 70-й минуте матча вместо Наиля Умярова. 16 сентября 2020 года с передачи Александра Кокорина забил дебютный мяч за «красно-белых» в матче 1-го тура элитного группового этапа кубка России 2020/21 против «Родины» (5:1).

#### Возвращение в «Уфу»
20 февраля 2021 года вернулся в клуб «Уфа», подписав арендное соглашение с возможностью выкупа игрока. В клубе он выбрал 10-й номер. Первый матч после возвращения сыграл 27 февраля в матче 20-го тура чемпионата России против «Химок», выйдя на замену в перерыве матча. Всего в сезоне 2020/21 провёл 16 матчей. 17 августа «Уфа» вновь арендовала узбекского полузащитника с правом последующего выкупа. В сезоне 2021/22 провёл 17 матчей во всех турнирах. В июне 2022 года, после завершения арендного соглашения, вернулся в «Спартак». 2 сентября 2022 года «Спартак» и Урунов расторгли трудовой договор по соглашению сторон.

### «Урал», «Навбахор», «Персеполис»
2 сентября 2022 года на правах свободного агента перешёл в «Урал», но уже 25 октября Урунов и клуб расторгли контракт по обоюдному соглашению. За это время он сыграл 80 минут в 3 матчах.
23 февраля 2023 года на правах свободного агента перешёл в «Навбахор», заключив контракт до конца 2023 года, за который уже выступал ранее с 2017 по 2019 год. Всего в сезоне 2023 провёл за клуб 35 матчей и забил 14 мячей. После завершения контракта покинул клуб.
7 февраля 2024 года стал игроком иранского клуба «Персеполис», заключив контракт на полтора сезона.

## Карьера в сборной
Выступал за футбольные сборные Узбекистана до 17, до 18 и до 23 лет. 2 июня 2019 года дебютировал за главную сборную Узбекистана в товарищеском матче против Турции (0:2). В 2019 году сыграл за сборную ещё в трёх товарищеских матчах — с КНДР (4:0), Сирией (2:0) и Ираком (0:0).
Первый мяч за сборную Узбекистана забил 11 июня 2022 года в отборочном матче Кубка Азии против сборной Мальдив (4:0).

## Стиль игры
Предпочитает играть на позиции центрального полузащитника, но может также сыграть на позиции защитника и вингера.

## Достижения

### Командные
«Навбахор»
- Бронзовый призёр чемпионата Узбекистана: 2018

«Локомотив» (Ташкент)
- Серебряный призёр чемпионата Узбекистана: 2019

### Личные
- Лучший молодой футболист Суперлиги Узбекистана: 2018
- Узбекистон ифтихори (6 июня 2025 года) — за большой вклад в развитие и широкую популяризацию спорта в нашей стране, утверждение здорового образа жизни в обществе, проявленные истинное мужество и стойкость, образец высокого профессионализма и целеустремленности в отборочных турнирах среди сильнейших команд Азии по футболу и впервые в истории нашей Родины завоевание путёвки на чемпионат мира, ставшее большой победой, активное участие в деле приумножения славы Нового Узбекистана в мировом масштабе, воспитания молодого поколения в духе любви к Родине, национальной гордости и патриотизма[35]

## Статистика

### Клубная
| Выступление         | Выступление      | Выступление      | Лига | Лига | Кубки | Кубки | Прочее | Прочее | Итого | Итого |
| Клуб                | Лига             | Сезон            | Игры | Голы | Игры  | Голы  | Игры   | Голы   | Игры  | Голы  |
| ------------------- | ---------------- | ---------------- | ---- | ---- | ----- | ----- | ------ | ------ | ----- | ----- |
| → Навбахор          | Суперлига        | 2017             | 9    | 1    | —     | —     | —      | —      | 9     | 1     |
| → Навбахор          | Итого            | Итого            | 9    | 1    | —     | —     | —      | —      | 9     | 1     |
| Навбахор            | Суперлига        | 2018             | 30   | 0    | —     | —     | —      | —      | 30    | 0     |
| Навбахор            | Суперлига        | 2019             | 12   | 2    | —     | —     | —      | —      | 12    | 2     |
| Навбахор            | Итого            | Итого            | 42   | 2    | —     | —     | —      | —      | 42    | 2     |
| Локомотив (Ташкент) | Суперлига        | 2019             | 13   | 1    | 1     | 0     | —      | —      | 14    | 1     |
| Локомотив (Ташкент) | Итого            | Итого            | 13   | 1    | 1     | 0     | —      | —      | 14    | 1     |
| Уфа                 | Премьер-лига     | 2019/20          | 10   | 0    | —     | —     | —      | —      | 10    | 0     |
| Уфа                 | Итого            | Итого            | 10   | 0    | —     | —     | —      | —      | 10    | 0     |
| Спартак (Москва)    | Премьер-лига     | 2020/21          | 8    | 0    | 1     | 1     | —      | —      | 9     | 1     |
| Спартак (Москва)    | Итого            | Итого            | 8    | 0    | 1     | 1     | —      | —      | 9     | 1     |
| → Уфа               | Премьер-лига     | 2020/21          | 8    | 0    | 2     | 0     | —      | —      | 10    | 0     |
| → Уфа               | Премьер-лига     | 2021/22          | 16   | 0    | —     | —     | 1      | 0      | 17    | 0     |
| → Уфа               | Итого            | Итого            | 24   | 0    | 2     | 0     | 1      | 0      | 27    | 0     |
| Урал                | Премьер-лига     | 2022/23          | 2    | 0    | 1     | 0     | —      | —      | 3     | 0     |
| Урал                | Итого            | Итого            | 2    | 0    | 1     | 0     | —      | —      | 3     | 0     |
| Навбахор            | Суперлига        | 2023             | 25   | 9    | 5     | 2     | 5      | 3      | 35    | 14    |
| Навбахор            | Итого            | Итого            | 25   | 9    | 5     | 2     | 5      | 3      | 35    | 14    |
| Всего за карьеру    | Всего за карьеру | Всего за карьеру | 136  | 13   | 10    | 3     | 6      | 3      | 152   | 19    |

### В сборной
| Узбекистан | Узбекистан | Узбекистан | Узбекистан |
| Год        | Игры       | Голы       |            |
| ---------- | ---------- | ---------- | ---------- |
| 2019       | 4          | 0          |            |
| 2021       | 2          | 0          |            |
| 2022       | 3          | 2          |            |
| 2023       | 11         | 3          |            |
| 2024       | 6          | 1          |            |
| Всего      | 26         | 6          |            |

### Матчи за сборную
| Матчи и голы Урунова за сборную Узбекистана | Матчи и голы Урунова за сборную Узбекистана | Матчи и голы Урунова за сборную Узбекистана | Матчи и голы Урунова за сборную Узбекистана | Матчи и голы Урунова за сборную Узбекистана | Матчи и голы Урунова за сборную Узбекистана |
| №                                           | Дата                                        | Оппонент                                    | Счёт                                        | Голы                                        | Соревнование                                |
| ------------------------------------------- | ------------------------------------------- | ------------------------------------------- | ------------------------------------------- | ------------------------------------------- | ------------------------------------------- |
| 1                                           | 2 июня 2019                                 | Турция                                      | 0:2                                         | —                                           | Товарищеский матч                           |
| 2                                           | 7 июня 2019                                 | КНДР                                        | 4:0                                         | —                                           | Товарищеский матч                           |
| 3                                           | 11 июня 2019                                | Сирия                                       | 2:0                                         | —                                           | Товарищеский матч                           |
| 4                                           | 9 сентября 2019                             | Ирак                                        | 0:0                                         | —                                           | Товарищеский матч                           |
| 5                                           | 26 марта 2021                               | Гана                                        | 2:1                                         | —                                           | Товарищеский матч                           |
| 6                                           | 29 марта 2021                               | Ирак                                        | 0:1                                         | —                                           | Товарищеский матч                           |
| 7                                           | 11 июня 2022                                | Мальдивы                                    | 4:0                                         | 1                                           | Отборочные матчи КА-2023                    |
| 8                                           | 23 сентября 2022                            | Камерун                                     | 2:0                                         | 1                                           | Товарищеский матч                           |
| 9                                           | 16 ноября 2022                              | Казахстан                                   | 2:0                                         | —                                           | Товарищеский матч                           |
| 10                                          | 28 марта 2023                               | Венесуэла                                   | 1:1                                         | —                                           | Товарищеский матч                           |
| 11                                          | 11 июня 2023                                | Оман                                        | 3:0                                         | —                                           | Кубок наций ФАЦА 2023                       |
| 12                                          | 14 июня 2023                                | Туркменистан                                | 2:0                                         | —                                           | Кубок наций ФАЦА 2023                       |
| 13                                          | 17 июня 2023                                | Таджикистан                                 | 5:1                                         | 1                                           | Кубок наций ФАЦА 2023                       |
| 14                                          | 20 июня 2023                                | Иран                                        | 0:1                                         | —                                           | Кубок наций ФАЦА 2023                       |
| 15                                          | 9 сентября 2023                             | США                                         | 0:3                                         | —                                           | Товарищеский матч                           |
| 16                                          | 12 сентября 2023                            | Мексика                                     | 3:3                                         | —                                           | Товарищеский матч                           |
| 17                                          | 13 октября 2023                             | Вьетнам                                     | 2:0                                         | 1                                           | Товарищеский матч                           |
| 18                                          | 16 октября 2023                             | Китай                                       | 2:1                                         | —                                           | Товарищеский матч                           |
| 19                                          | 16 ноября 2023                              | Туркменистан                                | 3:1                                         | —                                           | Отборочные матчи ЧМ-2026                    |
| 20                                          | 21 ноября 2023                              | Иран                                        | 2:2                                         | 1                                           | Отборочные матчи ЧМ-2026                    |
| 21                                          | 13 января 2024                              | Сирия                                       | 0:0                                         | —                                           | Кубок Азии 2023                             |
| 22                                          | 18 января 2024                              | Индия                                       | 3:0                                         | —                                           | Кубок Азии 2023                             |
| 23                                          | 23 января 2024                              | Австралия                                   | 1:1                                         | —                                           | Кубок Азии 2023                             |
| 24                                          | 30 января 2024                              | Таиланд                                     | 2:1                                         | —                                           | Кубок Азии 2023                             |
| 25                                          | 3 февраля 2024                              | Катар                                       | 1:1                                         | —                                           | Кубок Азии 2023                             |
| 26                                          | 26 марта 2024                               | Гонконг                                     | 3:0                                         | 1                                           | Отборочные матчи ЧМ-2026                    |

Итого: сыграно матчей: 26 / забито голов: 6; победы: 15, ничьи: 6, поражения: 5.